# Гимн Мальты
L-Innu Malti — национальный гимн Мальты. Она написана в форме молитвы к Богу; она была написана Робертом Самутом, а тексты были написаны Дун Кармом Псайлой.

## Текст
| Мальтийский гимн | Русский перевод |
| Lil din l-art ħelwa, l-Omm li tatna isimha, Ħares, Mulej, kif dejjem Int ħarist: Ftakar li lilha bil-oħla dawl libbist.       | За этой священной землёй, матерью нашей, Следи, Господь наш, как и ранее, Ибо просветил ты её.                                          |
| Agħti, kbir Alla, id-dehen lil min jaħkimha, Rodd il-ħniena lis-sid, saħħa 'l-ħaddiem: Seddaq il-għaqda fil-Maltin u s-sliem. | Даруй, Господи, нам мудрого правителя, Даруй благодарностью собственнику и силу рабочему, Помоги мальтийцам объединиться и жить в мире. |